# Pouzolzia amambaiensis
Pouzolzia amambaiensis är en nässelväxtart som beskrevs av Ib Friis och Wilmot-dear. Pouzolzia amambaiensis ingår i släktet Pouzolzia och familjen nässelväxter. Inga underarter finns listade i Catalogue of Life.